# Едвард Роберт Армстронг
Едвард Роберт Армстронг (англ. Edward Robert Armstrong; 1876—1955) — канадсько-американський інженер і винахідник, який в 1927 році запропонував серію платформ плавучого аеропорту «seadrome» для заправки літаків, які здійснюють трансатлантичні рейси. Його оригінальна концепція згодом застаріла — з'явилися літаки далекої дії, які не потребували таких точок дозаправлення. Але ідея закріпленої глибоководної платформи пізніше була застосована для використання на плавучих нафтових платформах.

## З біографії
Едвард Роберт Армстронг народився в 1876 році в місті Гвелф, Онтаріо, і він переїхав до Сполучених Штатів і працював у Техасі на початку 1900-х років, розробляючи машини для буріння свердловин. 
У 1909 році він вирушив до Сент-Луїса, штат Міссурі, як автомобільний та авіаційний інженер, а в 1916 році вирушив в Дюпон для роботи над будівництвом їх нітроцелюлозної установки в Хоупвеле, штат Вірджинія. Потім він був призначений начальником відділу механічних досліджень заводу. У 1924 році він виїжджав з Дюпон на повний робочий день на свій проєкт «seadrome». У 1926 році організував «Armstrong Seadrome Development Company», місто Вілмінгтон, штат Делавер.

## Інтернет-ресурси
- Armstrong's Floating Airports: Innovation in History [Архівовано 21 липня 2012 у Wayback Machine.]
- American Heritage: Edward Armstrong
- Aeronautics: Sea Chain [Архівовано 21 липня 2013 у Wayback Machine.], Time Magazine, November 27, 1933
- Seadrome [Архівовано 1 жовтня 2009 у Wayback Machine.], History Detectives, season 7, episode 10, 30 August 2009
- «Floating Airports», Modern Mechanix, February 1934
- «Uncle Sam asked to build Floating Ocean Airports», Popular Science, February 1934 (archived at modernmechanix.com)

1. 1 2  https://www.familysearch.org/ark:/61903/1:1:FMQ7-MMQ?from=lynx1UIV8&treeref=L27G-W3R